# Wilhelm Decker (Politiker)

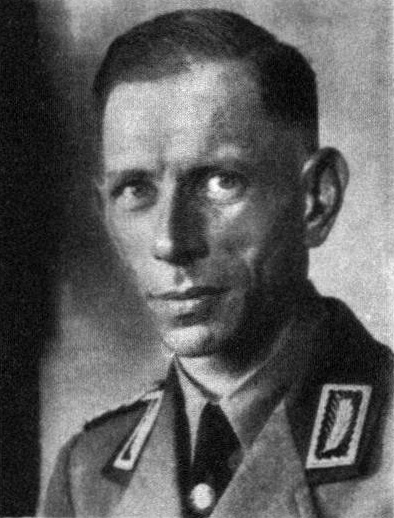
Wilhelm Decker

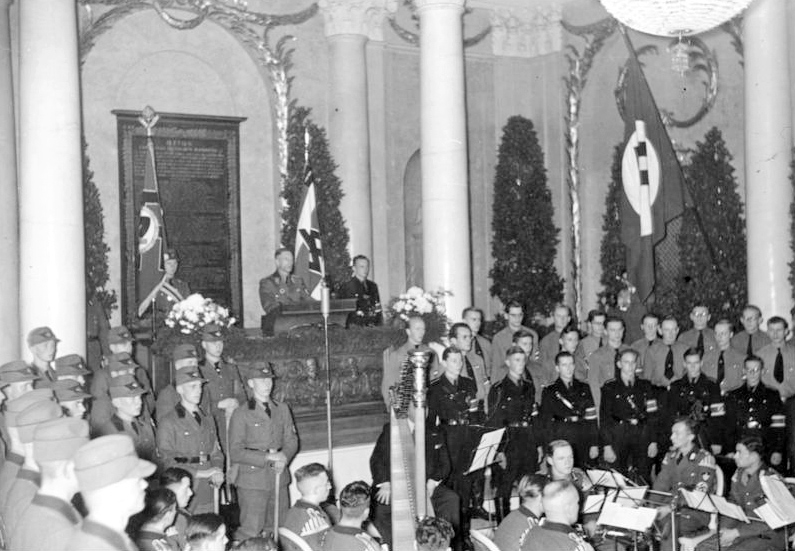
Decker am Rednerpult in der mit Hakenkreuzfahnen drapierten Aula der Berliner Universität bei einer Ansprache zu einer Langemarck-Feier am 11. November 1936

Wilhelm „Will“ Decker (* 13. Dezember 1899 in Rostock; † 1. Mai 1945 bei Berlin) war ein deutscher Politiker (NSDAP), Publizist und während der Zeit des Nationalsozialismus Generalarbeitsführer. Er ist nicht zu verwechseln mit dem als „Märtyrer der NS-Bewegung“ bezeichneten gleichnamigen SA-Mann Wilhelm Decker (1907–1931).

## Leben und Wirken
In seiner Jugend besuchte Decker das humanistische Gymnasium in Rostock. Ab 1917 nahm er „von der Schulbank weg“ am Ersten Weltkrieg teil, in dem er an der Westfront eingesetzt wurde.
Nach dem Krieg studierte Decker Geschichte und Germanistik an der Universität Rostock. 1922 promovierte er zum Dr. phil. Ab 1923 schrieb Decker für das völkisch orientierte Pyritzer Kreisblatt in Pommern. 1924 wurde er Schriftleiter der Zeitung Mecklenburger Warte. 1926 verließ Decker die völkische Bewegung, er trat zum 1. Juni 1929 der NSDAP bei (Mitgliedsnummer 136.932). 1929 wurde er Gau- und Reichsredner der NSDAP sowie im November desselben Jahres Mitglied des Brandenburgischen Provinzialausschusses und des Kreistages von Niederbarnim.
Von September 1930 bis zum Mai 1945 gehörte Decker dem Reichstag als Abgeordneter für den Wahlkreis 4 (Potsdam I) an. Als Abgeordneter stimmte Decker für das Ermächtigungsgesetz vom 24. März 1933, das die juristische Grundlage für die Errichtung der NS-Diktatur bildete.
Seit 1931 beim Freiwilligen Arbeitsdienst tätig, ernannte ihn die NSDAP-Spitze zum „Inspekteur für Erziehung und Ausbildung“ in der Reichsleitung. Ab 1934 publizierte er die nationalsozialistische Zeitschrift Volk an der Arbeit, deren Inhalte dermaßen gut platziert wurden, dass Decker 1935 zum Generalarbeitsführer im Reichsarbeitsdienst ernannt wurde. Darüber hinaus betätigte sich Decker als Komponist und verfasste einige Lieder für den Reichsarbeitsdienst.
Decker gehörte zu den politischen Vertretern, die auf dem sogenannten "Treffen deutscher Soziologen" am 6./7. Januar 1934 in Jena mit Vorträgen auftraten.
Reichserziehungsminister Bernhard Rust ernannte Decker 1935 zum Lehrbeauftragten für Arbeitsdienst an der Universität Berlin, wo er im Juni 1937 zum Honorarprofessor ernannt wurde. In der 1937 gegründeten Arbeitsgemeinschaft für deutsche Volkskunde war Decker kurzzeitig Leiter des Referats Feiergestaltung.
Seit 30. Januar 1939 war Decker Inhaber des Goldenen Parteiabzeichens der NSDAP.
Er fungierte zudem ab 1940 als ständiger Vertreter des Führers des RAD, Konstantin Hierl. Zusätzlich gehörte Decker seit 1940 dem Beirat der „Forschungsabteilung Judenfrage“ innerhalb des Reichsinstituts für Geschichte des Neuen Deutschlands an.
Decker starb Anfang Mai 1945 bei den Kämpfen um Berlin. Ob es Suizid war oder ob er tödlich verwundet wurde, ist bis heute nicht aufgeklärt.
Deckers sämtliche Schriften wurden nach Kriegsende in der Sowjetischen Besatzungszone auf die Liste der auszusondernden Literatur gesetzt.

## Schriften
- Die Napoleonische Kontinentalsperre und ihre Wirkungen in Rostock, 1922.
- Der deutsche Weg. Ein Leitfaden zur staatspolitischen Erziehung der deutschen Jugend im Arbeitsdienst (1933 erschienen mehrere Auflagen).
- Kreuze am Wege zur Freiheit, Leipzig 1935.
- Wille und Werk, 1935.
- Die politische Aufgabe des Arbeitsdienstes, Berlin 1935 (Volltext – 23 Seiten)
- Der deutsche Arbeitsdienst, Berlin 1937.
- Arbeitsmaiden am Werk, 1940.
- Mit dem Spaten durch Polen, 1940.

## Lieder
- Das Lied stimmt an vom Arbeitsmann
- Gott segne die Arbeit
- Heiliges Feuer
- Singend wollen wir marschieren
- Wir tragen das Vaterland in unseren Herzen
- Wir sind die Fahnenträger der neuen Zeit